# Santa Tecla
Koordinaten: 13° 40′ N, 89° 16′ W
Santa Tecla ist eine Stadt in El Salvador. Sie liegt etwa sechs Kilometer westlich der Hauptstadt San Salvador und ist die Hauptstadt des Departamentos La Libertad. Die Namenspatronin ist die Heilige Thekla.
Die zehntgrößte Stadt des Landes hat etwa 123.800 Einwohner (Stand: 2017). Oftmals wird Santa Tecla auch als Nueva San Salvador bezeichnet, da viele Menschen aus der teuren Hauptstadt hierher zogen.
Die Stadt wird durch die linke Partei FMLN regiert.
Am 8. Januar 2001 löste sich infolge eines schweren Erdbebens in dem Vorort Colonia Las Colinas ein Berghang und begrub 400 Häuser unter sich. Etwa 500 Tote sowie 10.000 Obdachlose waren die Folge. Viele Hilfswerke, darunter auch deutsche und schweizerische, halfen bei der Beseitigung der Schäden.
In Santa Tecla befindet sich auch ein internationales SOS-Kinderdorf.

## Söhne und Töchter der Stadt
- Elisa Huezo Paredes (1913–1995), Malerin und Schriftstellerin
- Salvador Mariona (* 1943), Fußballspieler